# Laucala

Laucala är en ö i Lauöarna, Stilla havet som tillhör Fiji. Dess yta är drygt 14 km2.
Landskapet är bergigt med subtropiska skogar, många vattendrag och stränder. Det marina livet är rikt, med korallrev. Ön upptäcktes på 1600-talet av Abel Tasman, och köptes 2003 av Dietrich Mateschitz, VD för Red Bull.